# ファイナルファンタジー ソングブック まほろば
『ファイナルファンタジー ソングブック まほろば』（FINAL FANTASY SONG BOOK 「まほろば」）は植松伸夫が選曲したファイナルファンタジーシリーズの楽曲に作詞をしたヴォーカル・アルバムである。2004年3月10日発売。デジキューブ倒産からスクウェア・エニックスが自社で音楽出版を開始するまでの間の時期で、ユニバーサルミュージックから発売された。品番はUPCH-1332。
音楽によって「まほろば」の世界観を表現するというコンセプトで作成されたアルバムで、ヴォーカルは清田まなみ（現・清田愛未）。
同様のファイナルファンタジーのヴォーカル・アルバムとしてファイナルファンタジー ヴォーカル・コレクションズが存在する。

## 収録曲
全曲、植松伸夫作曲、長谷川友二編曲。from以降は原曲名（ないものは同名）。
1. いつか帰るところ(instrumental) from FF IX
2. 夏のアルバム -Eyes On Me 日本語Ver.- from FF VIII Eyes On Me
作詞：野島一成
FF VIIIの主題歌「Eyes On Me」に、日本語の詞を充てたアレンジバージョン。
3. たぶん、サヨナラ from FF VII 「牧場の少年」
作詞：野島一成
4. 街 from FF III 「故郷の街ウル」
作詞：清田まなみ
5. Fisherman's Horizon(instrumental) from FF VIII
6. 雨上がり、散歩道 from FF VII 「忍びの末裔」
作詞：清田まなみ
7. 明日の夢も忘れて
作詞：伊藤裕之
ゲーム作曲家によるオムニバスアルバム「TEN PLANTS」収録楽曲のカバー。
8. ダゲレオ(instrumental) from FF IX
9. うたかた from FF V 「はるかなる故郷」
作詞：清田まなみ
10. 廻る光 from FF IX 「とどかぬ想い」
作詞：清田まなみ
タイトルは「めぐるひかり」と読む。

隠しトラックがあり、「いつか帰るところ」のアレンジ（1曲目とは異なる）が入っている。10曲目「廻る光」が終わった後もCDを流したままにしておくと流れ出す。